# Kráľova skala
Kráľova skala (1377 m n. m.) je vrch v jihozápadní části Velké Fatry. Leží západně od Krížné, v sousedství Kráľovy studně a stejnojmenného horského hotelu.

## Přístup
- po žluté  turistické značce č. 8648 z Blatnice přes Gaderskou a Dedošovu dolinu
- po žluté  turistické značce č. 8648 z Kráľovy studně